# 山口隆行
山口隆行（日语：／ Yamaguchi Takayuki，1975年12月28日—），日本男性配音員。81 Produce所屬。出身於千葉縣。身高163cm。A型血。

## 演出
粗體字表示主要角色。

### 電視動畫
1998年
- 男女蹺蹺板（1998年—1999年，男學生A、男學生C、學生A、主將、男子A 等）
- 超速YOYO（1998年—1999年，少年、隊長、河村）

1999年
- 快感指令（日语：快感・フレーズ）（露西梅的隊員）
- 鋼鐵天使（1999年—2001年，研究員、村民、觀眾）2系列
- 週刊故事樂園（日语：週刊ストーリーランド）「大佛像動了」（學生B）
- 淘氣二人組（日语：スージーちゃんとマービー）（主播A）
- 平行世界物語（日语：デュアル!ぱられルンルン物語）（四加一樹）
- 爆球連發!! 超級彈珠人（原田）

2000年
- 幽浮寶貝（2000年—2002年，寫真社社長、新聞社社長、會場工作人員、人群）
- 麻煩巧克力（日语：トラブルチョコレート）
- 袖珍女侍小梅（早乙女和也）
- 法布爾先生是名偵探（日语：ファーブル先生は名探偵）（路克爾）
- 神奇寶貝（2000年—2001年，雷德、遊艇駕駛）

2001年
- 青春草莓蛋（青木恭祐）
- 上班族金太郎（水木一樹）
- 星界的戰旗II（加波特）
- 機獸新世紀ZERO（蓋馬）
- 神影小偵探（哈奇洛）
- 地球防衛家族（旁觀者A）
- 花右京女侍隊（男學生A、慈悲王執事隊1、野郎C、運動部A、慈悲王執事隊2 等）
- PaRappa the Rapper（日语：パラッパラッパー）（電話聲音）

2002年
- 青出於藍（內田）
- Ki Fighter Taerang（日语：キ・ファイターテラン）（五猴子4）
- 超激力戰鬥車（篠宮萊）
- 鬼眼狂刀KYO（十二神將真達羅）
- 決鬥大師（2002年—2003年、主持人、金髪青年、主辦、對手1、少年A 等）
- 東京地底奇兵（萊奇）
- 爆鬥宣言大鋼彈（羅丹（α、β））
- Panyo Panyo鈴鐺貓娘（大叔B、傲嬌男、豬A）
- PIANO（池田）
- 棋魂（飯島良、久野、中國棋院棋士）
- 超齡細公主（艾朗克[7]）
- 洛克人EXE（所員B、導航7）

2003年
- AVENGER（日语：AVENGER）
- 新超激力戰鬥車（裁判）
- 貯金大冒險（珮林珮琳）
- 魔法少年賈修（男學生）
- 哈姆太郎（2003年—2005年，馬鈴薯君）2系列
- .hack//黃昏的腕輪傳說（湯姆、騎士、劍士）
- 冒險遊記Pluster World（2003年—2004年，泰拉、老師 等）
- 神奇寶貝超世代（2003年—2004年，訓練師、水艦團員、傑卡）
- 神奇寶貝 Side Story（十兵衛）
- 陽光伴我行。（日语：まっすぐにいこう。）（學生）
- 愛的魔法（山口隆史、男學生）

2004年
- 頭文字D Fourth Stage（東堂塾生）
- 機獸超世紀（瑪洛伊）
- 棉花糖樂園（2004年—2005年，庫羅布[8]、薩尼[2]）

2005年
- 玻璃假面 (2005年版)（吉澤廣 等）
- 星艦駕駛員（加瀨太志）
- 棒球大聯盟 2nd Season（2005年—2006年，仁田峠、木村）

2007年
- 發條武士（日语：ぜんまいざむらい）（家具店、寺子屋教師 等）
- 驅魔少年（奇塔）
- 藍蘭島漂流記（てるてるまっちょ）

2008年
- 紅（男2、學生C）
- 骷髏13 (2008年版)（馬提的部下）
- 楚楚可憐超能少女組（菊池）
- 新·安琪莉可 Abyss -Second Age-（加斯頓、混混）
- Battle Spirits 少年突破馬神（男子）

2011年
- 卡片鬥爭!! 先導者（2011年—2020年，井崎裕太[9]、槍的化身塔、隱密魔龍禍津風暴）10系列

2013年
- 爆漫王。3（田宮守、經理）
- 迷你卡片鬥爭!! 先導者（2013年—2016年，井崎裕太[10]、嘿喲鳳梨）2系列

2014年
- 魔法戰爭（一氏誠）

### 電影動畫
- 劇場版 神奇寶貝：七夜的許願星 基拉祈（2003年，神奇寶貝群）
- 劇場版 神奇寶貝：裂空的訪問者 代歐奇希斯（2004年，操作員）
- 劇場版 卡片戰鬥!! 先導者 Neon Messiah（2014年，井崎裕太）
- （2018年，福次郎[11]）

### OVA
- 珊瑚海與王子（2000年，凱）
- FLCL（2000年，黑衣男子）
- 天生兔女郎（日语：うさぎちゃんでCue!!）（2001年）
- 花右京女侍隊（2001年，雜魚、學生、熊）
- 西部曠野天使（2003年，機關士補、部下）
- 亞歷山大的決斷（2003年，托勒密〈童年〉）
- 漫畫DVD 熱拳本色（2003年，伊卡洛斯）
- 小魔女DoReMi 秘密篇（2004年，高木學）
- 柳瀨嵩童話劇場 瞌睡叔叔（日语：やなせたかしメルヘン劇場#いねむりおじさん）（2008年，海豚）
- 紅（2010年，犯人1）

### 網路動畫
- 網路動畫 銀河鐵道999（2002年，米勒）

### 遊戲
1999年
- 雅典娜 ～從平凡的生活中醒來～（中本聰）
- 純愛手札 Drama Series vol.3 啟程之詩（鏡中隨行人員2）

2001年
- 妹妹公主
- 最終幻想X（亞尼奇、克拉司科、旺茲）

2002年
- 鬼眼狂刀KYO（真達羅）
- .hack//感染擴大 Vol.1（雪拉坦）
- .hack//惡性變異 Vol.2（雪拉坦）
- .hack//侵食污染 Vol.3（雪拉坦）
- 棋魂 ～院生頂上決戰～（飯島良）
- 棋魂 ～平安幻想異聞錄～（檢非違使）
- 最終幻想II（里昂哈爾特）[注 1]
- （霍霍德米）

2003年
- .hack//絕對包圍 Vol.4
- 最終幻想X-2（亞尼奇、克拉司科）

2004年
- 阿瓦隆之鑰（日语：アヴァロンの鍵）貳 秩序與戒律（達格里司）
- 吸血鬼驚魂（日语：ヴァンパイアパニック）（市民）
- 貯金大冒險4 金幣森林的守護神（日语：コロッケ!4 バンクの森の守護神）（卡帕斯士兵）
- 機獸新世紀 VS. III（日语：ZOIDS VS.シリーズ）（馬洛伊·德拉爾斯）

2005年
- 機獸新世紀無限Fuzors（日语：ゾイドインフィニティ）（藍斯、馬洛伊·德拉爾斯）
- 機獸新世紀Tactics（日语：ゾイドタクティクス）（馬洛伊·德拉爾斯）
- 天外魔境III Namida（必殺之觀音）
- 武藏傳II 劍聖（布雷德）

2006年
- 高機動交響曲GPO 青之章 ～將信送到光之海～（鈴木俊郎）
- 地球防衛軍3（日语：地球防衛軍3）（士兵）

2013年
- 卡片鬥爭!! 先導者 衝向勝利!!（井崎裕太）

2014年
- 卡片鬥爭!! 先導者 鎖定勝利!!（井崎裕太）

2019年
- 先導者 ZERO（井崎裕太）

### 廣播劇CD
- 遠離伊甸園2 [綠蔭的樂園]（學生A）
- 遠離伊甸園3 [切不斷的黑夜樂園]（學生B、加藤家的男人3、買物客A）
- L的季節 ～A piece of memories～（日语：Lの季節 〜A piece of memories〜）（才輝）
- 王子殿下Lv2（日语：王子さまLV1）（赤王浩）
- [12]
- 風之王國（日语：風の王国）（陽善）
- 系列
- 神無月的巫女（分區官員）
- 高機動交響曲GPO 廣播劇CD Vol.6 青之章（鈴木俊郎）
- GRAVITATION Sound Story (電台工作人員）
- 紅茶王子 ～Seaside Tea House～（日语：紅茶王子）（大學生）
- 此花「True Report」（櫻庭武士）
- 鬼眼狂刀KYO系列（十二神將真達羅）
- 式神之城（日语：式神の城） ver1.62 第六世界英雄錄（男學生）
- 世界第一最討厭的（日语：世界でいちばん大嫌い）（搭訕男子1、好心男子）
- Time Limit（奧羅斯科）
- （隊員D、廣播）
- 託生系列（日语：タクミくんシリーズ）09 （坂咲瞳）
- 正義美少女NOVA（日语：ティンクルセイバー）（松田七月男）
- 電光石火BOYS（男子）
- 傳說的勇者的傳說（拉哈·貝拉里歐爾）
- 純愛手札 Drama Series Vol.3 啟程之詩
- 戲劇龍2nd 愛的魔法
  - 第1章「命運的重逢」（體育老師）
  - 第3章「承諾的魔法」
- 藍蘭島漂流記 廣播劇CD vol.1（てるてるまっちょ）
- （杉本）
- 玩命遊戲（對手）
- 袖珍女侍小梅 Non-scramble CD廣播劇（早乙女和也）
- 袖珍女侍小梅 廣播劇CD選集  上卷（早乙女和也）
- 袖珍女侍小梅 廣播劇CD選集  下卷（早乙女和也）
- 笨拙的沉默戀情（男學生）
- 富士見二丁目交響樂團 6 曼哈頓奏鳴曲（服務生）
- 我的銀狐（學生）

### 外語配音

#### 電影
- 對面惡女看過來（英语：10 Things I Hate About You）
- 我想做的是（英语：All I Wanna Do (1998 film)）
- 灰燼星期三（英语：Ash Wednesday (2002 film)）（肖恩·沙利文）
- 所有人都愛陽光（英语：Everybody Loves Sunshine）（格雷格）
- 逃學威龍
- 狂熱迪士哥（英语：Forever Fever）（鮑比）
- Future Game
- 失戀排行榜
- 歌舞青春
- 別有洞天（磁石）
- 星際公敵（阿茲拉爾）
- 流氓醫生（阿蘇）
- 超異能快感（英语：Practical Magic）
- 年少輕狂（英语：Purely Belter）
- 蜘蛛人（男學生）
- 冰動戰士（英语：Spoiler (film)）（史蒂夫）
- 真相拼圖
- 精靈傳說（英语：The Magical Legend of the Leprechauns）
- 太空吸血鬼（英语：Vampirella (film)）（弗利·阿克曼）
- 水瓶座女孩
- X戰警

#### 電視影集
- 淘氣小子看世界（英语：Boy Meets World）（亞歷克斯、布倫特）
- G-Saviour（電腦聲音）
- 普羅維登斯（亞裔醫學生）
- 黑道家族

#### 動畫
- 建築師巴布（穆克）
- 大金剛（英语：Donkey Kong Country (TV series)）（小型動物）
- 阿德日記（英语：Doug (TV series)）（內德·考菲）
- 裝甲救助部隊Restol（日语：装甲救助部隊レストル）（馬爾·康）
- 新蝙蝠俠（蔑視／安迪·馬勒里）

### 電視節目
- （號誌三兄弟〈黃色〉）

### 其它
- 少女漫畫高級影片 P-Clip 狂戀男子寮（日语：ミルククラウン (漫画)）（五龍神田神）[注 2]
- Hard Boiled -獅鷲的幻影-（日语：Hard Boiled -グリフォンの幻影-）（索恩薩克〈弟弟〉）
- 有聲書 RIGHT×LIGHT（日语：RIGHT×LIGHT）（2020年，朗讀、遠見啓介）

## 腳註

## 外部連結
- 山口隆行 （日語）—81 Produce公式官網
- 山口隆行 (1_2_good3)的X（前Twitter） （日語）